# Eva Perónová
María Eva Duarte de Perón, rozená María Eva Duarte Ibarguren, známá také jako Eva Perónová nebo Evita (zdrobnělina pro Evu, Evička; 7. května 1919 Los Toldos nebo Junín, Argentina – 26. července 1952 Buenos Aires, Argentina) byla politička, spisovatelka, herečka a také druhá manželka argentinského prezidenta Juana Dominga Peróna (1895–1974) a první dáma Argentiny od roku 1946 až do své smrti v roce 1952. Spolu se svým manželem je považována za zakladatelku a současně hlavní představitelku politické filozofie nazvané perónismus.

## Biografie

### Dětství a původ
Podle oficiálních záznamů se narodila 7. května 1922 v městě Junín v provincii Buenos Aires jako María Eva Duarte. Dnes však historici tyto dokumenty považují za zfalšované na požadavek samotné Evy Perón, která je nechala přepsat v době své svatby. Podle rodného listu se ukázalo, že Eva byla o tři roky starší. Narodila se 7. května 1919 se jménem María Eva Ibarguren jako nemanželské dítě Juana Duarteho a Juany Ibargurenové. I místo narození se lišilo a dodnes se o něm vedou spory. Jedna teorie je, že Eva ve zfalšovaném dokumentu uvedla pravé město narození, jiné teorie odkazují k městečku Los Toldos nebo k nedalekému statku La Unión, který je asi nejpravděpodobnější, protože tu rodina Iberguren žila mezi lety 1908 a 1926. Historici získali ale mnohá svědectví o tom, že se údajně její matka z důvodu rizikového těhotenství na čas přestěhovala přímo do města Junín, kde následně i Evu porodila.
Oba její rodiče měli baskické předky. Její otec byl konzervativním politikem ve městě Chivilcoy v provincii Buenos Aires. Žil prakticky dva životy. První, oficiální s manželkou a dětmi v Chivilcoy a poté druhý, na statku La Unión s matkou Evy a dalšími čtyřmi dětmi (nejstarší byla Blanca, následovala Elisa, poté bratr Juan a Erminda, Eva byla nejmladší). Otec rodinu opustil krátce po narození Evy a rodina se ocitla ve velké finanční nouzi. Roku 1926 Juan Duarte zemřel při autonehodě a rodina musela statek opustit. Eva s matkou a sourozenci se také nemohli účastnit pohřbu z důvodu přání oficiální rodiny. Měli pouze možnost se podívat na průvod. Evu tato událost poznamenala až do konce života.
Těsně před smrtí otec uznal děti s Juanou Iberguren za své, a tak mohli začít používat jméno Duarte. Rodina se přestěhovala do nedalekého městečka Los Toldos, kde žila v dvoupokojovém bytě. Matka se začala živit jako švadlena. Eva měla problémy ve škole a dokonce musela opakovat druhou třídu. Její sestry si ale začaly všímat jejího talentu a zápalu pro dramatické umění. Roku 1930 se rodina přestěhovala do města Junín. Začalo se jim více dařit, protože dvě starší sestry začínaly pracovat a pomáhaly tak matce přivádět do rodiny peníze. Přestěhovali se do většího domu a roku 1934 v 15 letech Eva ukončila studium na základní škole. Projevovala zájem o herectví, účastnila se kulturních akcí a jednou týdně chodila do nedalekého improvizovaného rozhlasu recitovat básně.
Ve stejném roce se podle některých historiků stala spolu se svou kamarádkou terčem sexuálního útoku. Dva mladí muži je údajně chtěli znásilnit, ale nepovedlo se jim to. Vyhodili tehdy nahá děvčata na silnici, kde je našel řidič nákladního vozu a pomohl jim. V té době si však Eva začínala s mladým anarchistou, který krátce na to byl zatčen a zemřel ve vězení na následky mučení. Eva měla možnost ho ještě před smrtí navštívit.

### Mládí a začátek kariéry

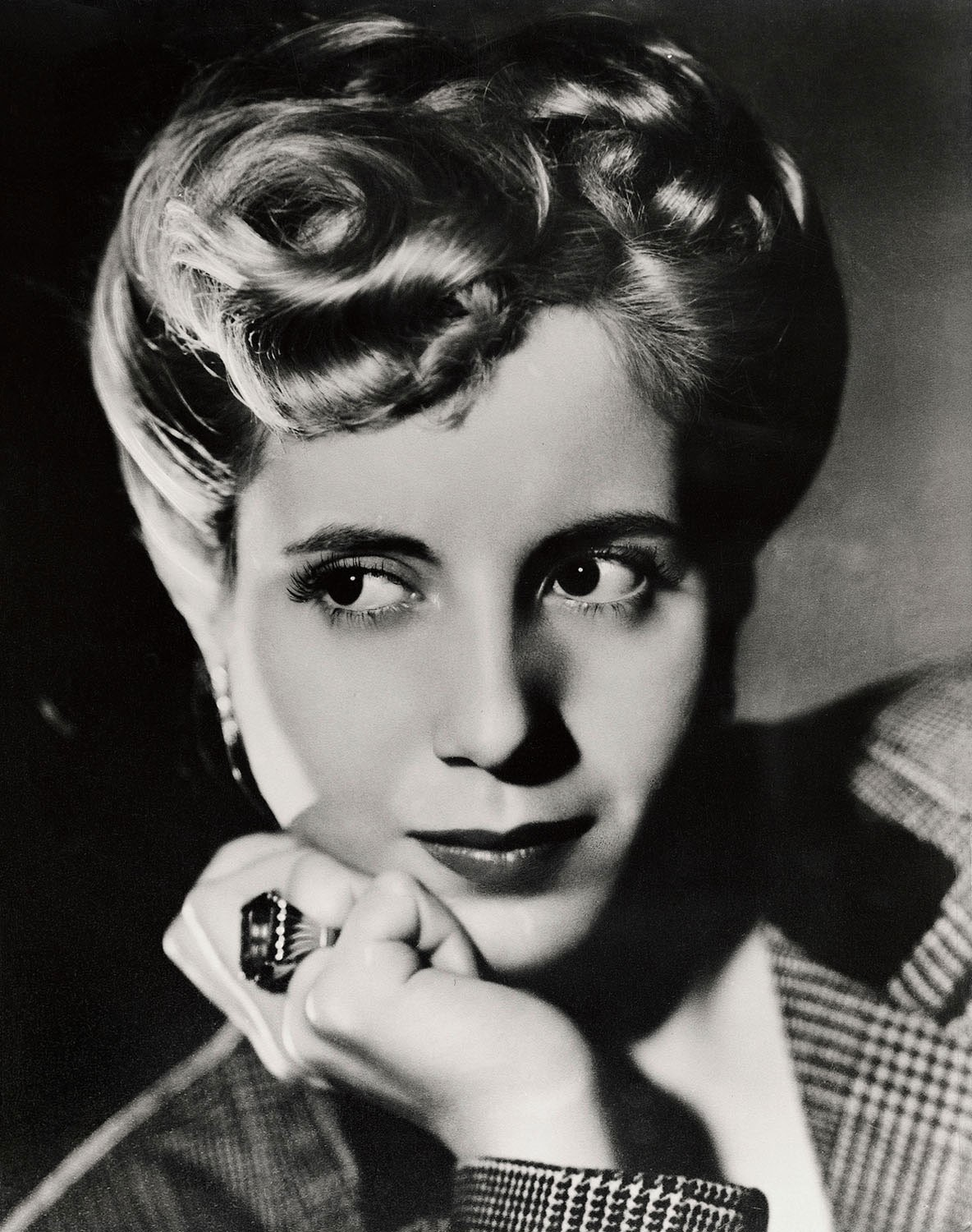
Eva Duarte v roce 1944 na snímku od Annemarie Heinrich

Mladá Eva se v 15 letech, v lednu 1935, přestěhovala do Buenos Aires s jasným cílem: stát se herečkou. Stěhovala se za svým o pět let starším bratrem Juanem. Už krátce po příchodu se stala členkou divadelní společnosti Evy Francové, významné argentinské herečky. Ač měla mnoho nabídek i práce, žila v chudobě a musela čelit ponižování ze strany okolí, které uráželo její původ a vzdělání. Naproti tomu kritici její ztvárnění rolí chválili. Kromě práce u filmu si přivydělávala jako modelka. V tomto období si začala s několika muži, kteří ji dohazovali práci. Také si změnila svoji přirozenou černou barvu vlasů na blond a začala pracovat v rozhlase jako hlasatelka a herečka. Hrála v rozhlasových hrách a začínala se stávat známou díky svému pořadu o slavných ženách, který v rozhlase dramatizovala. Tento pořad se stal hitem své doby. Roku 1942 měla dostatek prostředků na to, aby se odstěhovala od bratra.
Dne 22. ledna 1944 se Eva Duarte poprvé potkala s dvojnásobně starším vdovcem Juanem Perónem, který v té době byl vlivným členem vlády. Setkali se na banketu uspořádaném samotným Perónem, který inicioval celostátní kampaň na podporu města San Juan po zemětřesení ze začátku roku a banket byla možnost, jak ocenit herce a herečky za získávání financí na podporu tohoto fondu. Perón Evu veřejně ocenil, protože byla druhou nejaktivnější osobností v získávání prostředků. Moderátor je poté vzájemně představil a pár spolu na konci večera odešel. Prakticky od února žili společně, jelikož se Perón přestěhoval do bytu vedle Evy.

### Působení v politice a manželství
Klíčovým se pro Argentinu, ale i pro Evu a Juana stal rok 1945. Tohoto roku získala Eva svoji první hlavní roli ve filmu, který byl však i jejím posledním. Začínala se formovat skupina tzv. Antiperónistů v čele s americkým velvyslancem Spruillem Bradenem, který byl proti industrializaci Argentiny a stal se tak nepřítelem a odpůrcem Peróna. V září byla svolána velká demonstrace nazvaná jako Pochod ústavy a svobody, kde se sešlo na 200 000 odpůrců Perónovy vlády a začala snaha o jeho odstranění. Zatím však měl podporu prezidenta Edelmira Juliána Farrella. Avšak 8. října po naléhání armády v čele s generálem Eduardem Ávalesem vyzval prezident Peróna k rezignaci. Perón složil všechny své funkce, ale spolu s podpisem demise připojil i podpis k odsouhlasení zvýšení platů v celé Argentině. Byl mu umožněn projev v rozhlase, který mu ještě více zvýšil popularitu. Perón i Eva v této době kvůli bezpečnosti několikrát změnili místo, kde přespávali. O čtyři dny později 12. října byl Perón zatčen a převezen na ostrov Martín Garcia. Psal dopisy Evě a svému příteli, v kterých uváděl, že požádá prezidenta o možnost odejít do důchodu, s Evou se vezmou a odjedou do provincie Chubut, kde spolu stráví klidný a bezstarostný zbytek života.

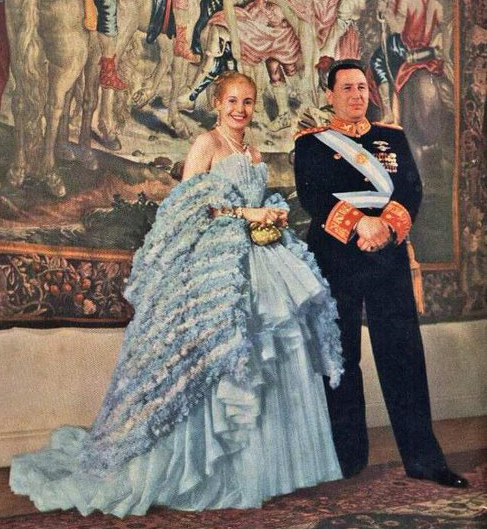
Evita a Juan Perón v roce 1947

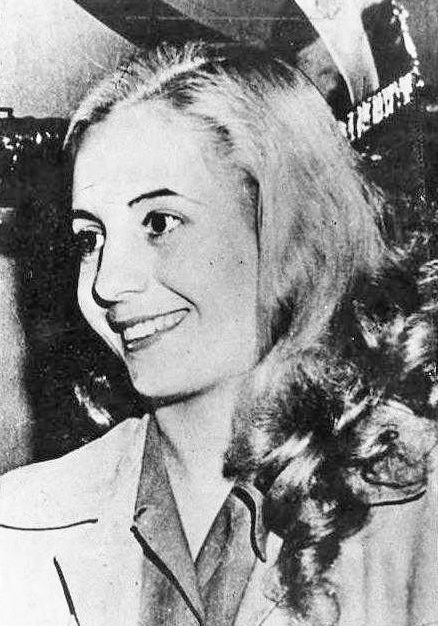
Eva Perónová v roce 1947

Ve stejnou dobu začala mít argentinská vláda problém kvůli bouřícím se odborům, které byly tvrdými zastánci Peróna. Tato snaha vyvrcholila 17. října, kdy se uskutečnil velký pochod, který nazvali Den věrnosti (Día de la lealtad). Podle tradiční verze argentinského lidu ho organizovala sama Evita, ale historikové tuto variantu zpochybňují. Eva neměla v této době politickou podporu ani v okolí Juana Peróna a neměla se jak s odbory spojit. Někteří tvrdí, že dokonce v den protestů byla u své matky v Juníně a nemohla se tak účastnit demonstrace v Buenos Aires. Protesty byly masivní. Zúčastnilo se jich okolo 500 000 dělníků, odborářů a tzv. Descamisados (bez košile/trika), nejchudších obyvatel Argentiny. Vláda byla nucena k reakci. Policie i armáda odmítly zasahovat proti demonstrujícím. Prezident rozhodl, že Perón bude převezen do prezidentského paláce, což mělo podle představy politiků demonstrace ukončit. Když Perón přijel do paláce, začala jednání, při kterých se rozhodlo, že Perón veřejně vystoupí na demonstraci, bude propuštěn z vězení a vláda rezignuje. Perón slíbil odchod do důchodu a požádal o vypsání svobodných voleb na začátek roku 1946. Perón následně vítězně vystoupil na balkón, demonstrantům oznámil svůj odchod z armádního života a vyzval je k nenásilným protestům.
Dne 22. října 1945 se v městě Junín Perón s Evou oženil a následně se konal i církevní obřad v městě La Plata.
Po svatbě se Eva aktivně zapojovala do politické kampaně svého manžela. V té době to bylo něco nevídaného, a tak se stala první ženou v Argentině, která se takto účastnila politického dění. Bylo to pozoruhodné i proto, že argentinské ženy neměly v té době volební právo a nepovažovaly se za schopné k aktivnímu politickému životu, na což upozorňoval právě Perón i dlouho předtím. Tato politika zajistila, že o několik let později měla Argentina největší zastoupení žen v politice ze všech zemí Latinské Ameriky. Eva aktivně vystupovala se svými populistickými projevy na podporu svého manžela jak v rádiu, tak i na shromážděních. Budoucí první dámě se začalo přezdívat Evita. Bylo jasné, že Eva usiluje o vlastní politickou úlohu a následně i ve svém projevu zmínila, že nebude jen manželkou prezidenta. Dne 24. února proběhly volby a z 83 % voličů, kteří se voleb účastnili, více než 52 % hlasovalo pro Peróna a jeho stranu. Perónova Strana práce získala kontrolu nad oběma komorami parlamentu a všemi provinciemi.
Dne 4. června 1946 se Juan Perón ujal funkce prezidenta Argentiny a opěvovaná Evita se stala první dámou.
Perón včas vycítil sílu své manželky a její moci využíval ve svůj prospěch. Chtěl podporu své vlády v Evropě, a tak Evitu poslal na turné. Oficiální pozvánku zasílala španělská vláda a tzv. Duhové turné mohlo začít. Navštívila Itálii, Francii, Švýcarsko, Portugalsko nebo třeba Monako. Následně se vrátila do Jižní Ameriky, kde navštívila Brazílii a Uruguay. Cestoval s ní i její manžel, kterému šlo hlavně o posílení vlivu a postavení Evy jak v zahraničí, tak i v domácí politice. Oficiálním důvodem návštěvy bylo působení velvyslankyně dobré vůle a Evita se měla seznámit s formami sociální pomoci, aby v Argentině mohla zavést nový sociální systém, který Perónova vláda připravovala. Eva byla vřele přijata ve Španělsku, kde navštívila hroby španělských panovníků Ferdinanda a Isabely v Capilla Real de Granada. Frankistické Španělsko se stále nevzpamatovalo z občanské války (autarkická ekonomika a embargo OSN způsobily, že země nebyla schopna uživit své obyvatele). Během své návštěvy ve Španělsku rozdávala na své cestě mnoho dětem z chudých rodin bankovky v hodnotě 100 peset. Od Franca také obdržela nejvyšší vyznamenání, které španělská vláda uděluje – Řád Isabely Katolické. Ve Francii podepsala smlouvu mezi Argentinou a Francií, na základě které Argentina poskytla Francii potraviny. V Itálii se potkala s ministrem zahraničí a přijal ji papež Pius XII.

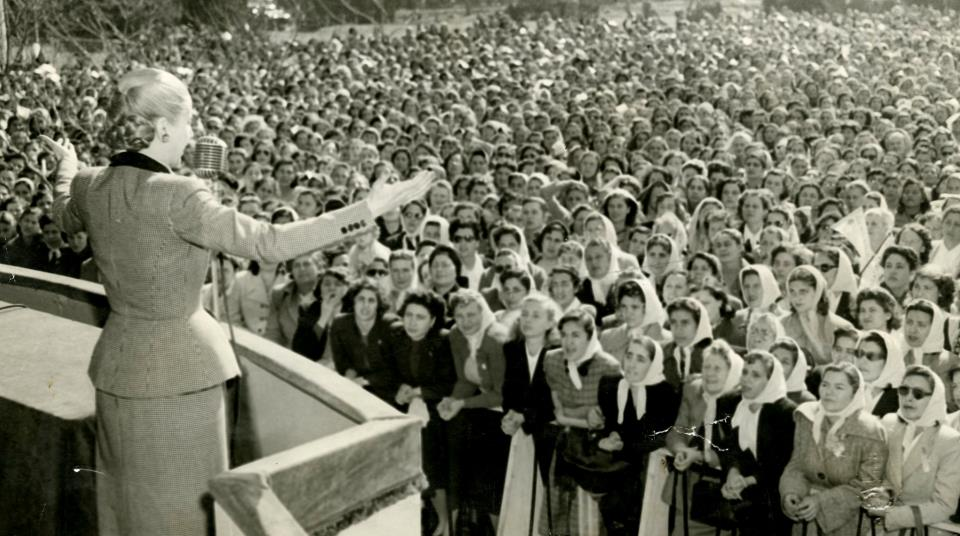
Eva Perónová oslovuje argentinské ženy, poté co pomohla prosadit volební právo žen v září 1947

Zasadila se o práva žen v Argentině. Prosazovala, aby se ženy zajímaly o politiku, aby v ní aktivně vystupovaly. Také založila Ženskou perónistickou stranu, která byla určena výhradně pro ženy. Tato strana měla až 500 000 členek. Následně měla perónistická strana 23 poslankyň a 6 senátorek.
Velké pozdvižení vyvolal její rozhovor s vojenským atašé v roce 1949, kdy přiznala, že za poslední rok zhubla 10 kg. V roce 1950 omdlela na veřejnosti a podstoupila operaci akutní apendicitidy, během které se přišlo na karcinom děložního hrdla. Podle svědectví měla příznaky již dříve. Často omdlévala a dokonce trpěla i vaginálním krvácením, ale i přes doporučení lékařů odmítala zvolnit pracovní tempo. Její zdravotní stav se rychle zhoršoval. Zahraniční velvyslanci jí nabízeli možnost léčit se v zahraničí u nejlepších evropských lékařů, Eva ale odmítala opustit Argentinu. Na veřejnosti se Evita, miláček národa, objevovala čím dál méně.

### Konec života

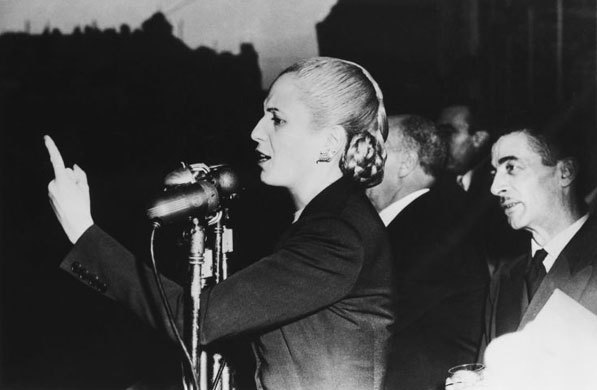
Veřejný projev Evy Perónové v roce 1951

Dne 15. října 1951 vydala knihu Důvod pro můj život (La razón de mi vida), na které spolupracovala se španělským novinářem Manuelem Penellem a argentinským spisovatelem Raulem Mandémem. Kniha vznikala tři roky. Později vydala ještě jednu knihu s názvem Moje poselství (Mi mensaje). Tu již nemohla psát sama kvůli pokročilému stadiu rakoviny, a tak text diktovala zapisovateli. Dne 6. listopadu ji tajně operoval americký onkolog George T. Pack. Podstoupila hysterektomii, což byla snaha o odstranění nemoci. Dne 11. listopadu poprvé hlasovala v prezidentských volbách z nemocničního lůžka. Objevilo se i tvrzení, že na zmírnění bolesti podstoupila lobotomii. Jejím posledním osobním projevem byl projev 1. května 1952, kdy i přes velkou bolest a námahu došla sama na balkón Casa Rosada a vyzvala Argentinu k loajalitě ke svému muži. Promluvila i o svém zdraví a zdůraznila, že pro sebe nic nechce, jen pro Peróna podporu descamisados. Dne 4. června 1952 se zúčastnila oslav manželovy inaugurace. V té době již nedokázala sama stát a její manžel ji musel při projevu podpírat. Lidé Argentiny pořádali pochody za uzdravení Evity, posílali jí dárky a předměty, které měly dopomoci k uzdravení. Perón jí udělil titul duchovní vůdce národa, který jí patří dodnes. Rakovina dále metastazovala, a tak první dáma jako první občan Argentiny podstoupila několik sérií chemoterapie. Po chemoterapiích vážila neuvěřitelných 36 kg a 18. července 1952 upadla poprvé do kómatu. Na cestě pomoci Evitě byli dva specialisté z Německa, kteří ale konstatovali, že jí nelze pomoci. Dne 25. července vyzval blízký duchovní Evity o modlitby za ni a za zázrak. Sama Eva si přála, aby na ni pamatovali jako na svou sestru a matku.

### Smrt a následné události

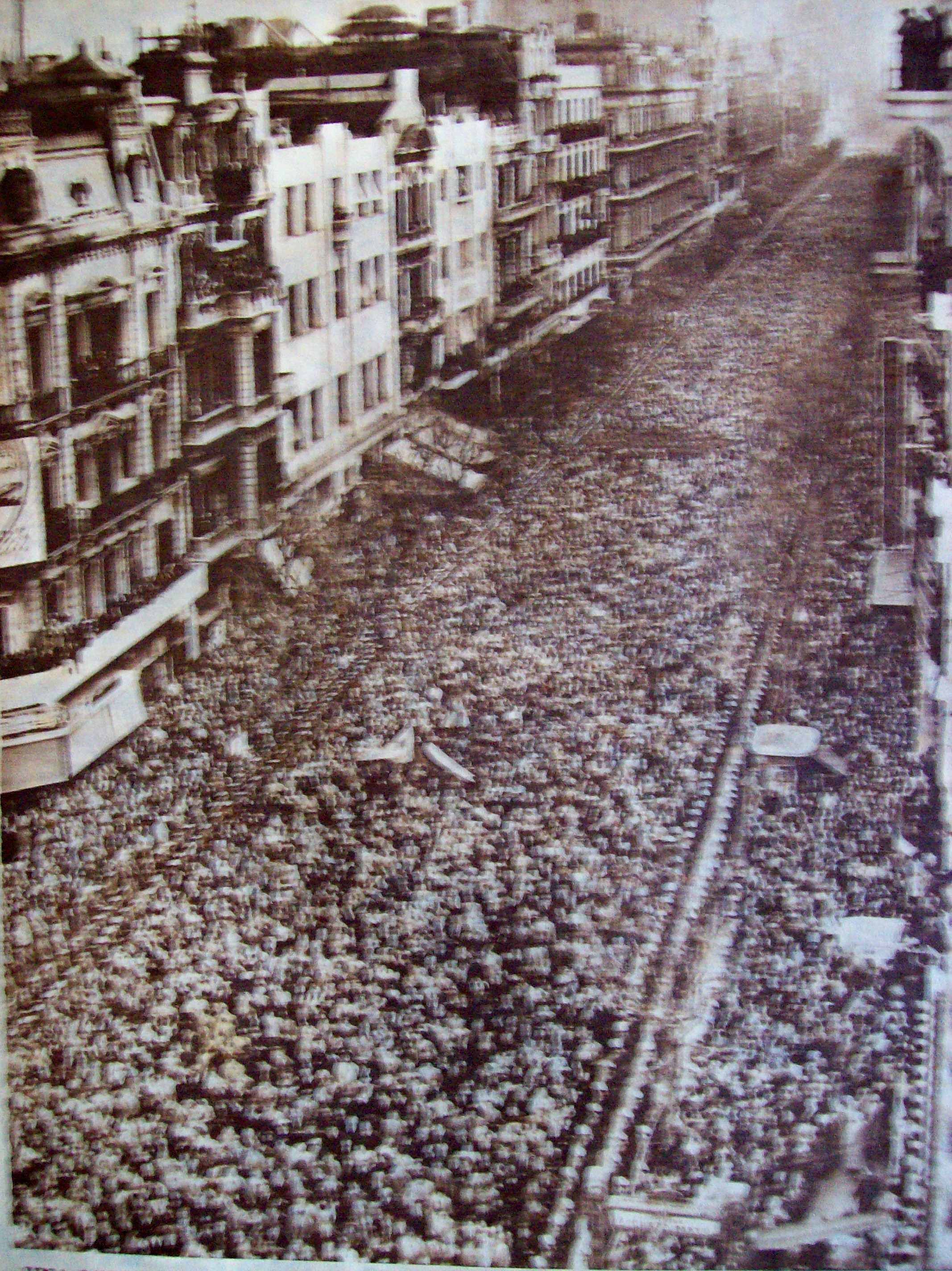
Dav lidí na pohřbu Evy Perónové v Buenos Aires

Dne 26. července 1952 se ozvala z rozhlasu smutná zpráva, kterou veřejnosti sdělil Raúl Apold: duchovní vůdkyně národa, Eva Perón, dnes ve věku 33 let ve 20:25 hod. zemřela.
Ve skutečnosti zemřela o 2 minuty dříve, ale tento čas byl uveřejněn kvůli lehčímu zapamatování. Plačící lidé se shromažďovali okolo prezidentského paláce a národní smutek se měnil v národní hysterii. Odbory byla oznámena generální stávka na 3 dny a její členové označili Evu za „mučednici práce“. Také požadovali po vládě vyhlášení státního smutku na 30 dnů a žádali i udělení nejvyššího vyznamenání. Vláda vyhlásila 2 dny státního smutku. Prezident Perón rozhodl o tom, že Evino tělo bude balzamováno. Pozůstatky byly svěřeny známému lékaři Pedru Arovi. Evita měla vypadat jakoby ve spánku a úkolem doktora bylo upravit Evu tak, aby si ji mohla veřejnost prohlédnout. Kompletní balzamování bylo provedeno až o 20 let později. Na úpravu zesnulé první dámy byl povolán ten nejlepší tým. Její osobní kadeřník, Julio Alcaraz, jí znovu barvil a upravoval vlasy. Myslelo se i na detaily jako jsou nehty, které jí, stejně jako za jejího života, upravila jistá Sára. Evita měla na sobě bílé šaty, v ruce růženec a její skleněná rakev byla do poloviny pokryta argentinskou vlajkou. V rádiu zaznělo oznámení, že Evino tělo bude následující den vystaveno v budově ministerstva práce a sociálních věcí. Nakonec vláda rozhodla o přenesení těla do budovy argentinského kongresu. Během tohoto převozu bylo v hysterickém davu zabito 8 lidí a více než 2 000 Argentinců bylo zraněno. Perón každý den chodil do kongresu, kde u Evina těla zůstával až do noci. Během dvou dnů byly v celé Argentině vyprodané květiny a dokonce se dovážely i z Chile. Napříč celou zemí se konaly pochody se zapálenými pochodněmi a úřady i podniky vybudovaly vlastní památníky na počest Evity. Fotka první dámy byla na všech významných budovách a na většině větších křižovatek v Buenos Aires. Původně mělo být tělo vystaveno po dobu tří dnů, ale jelikož se lidé neustále scházeli, vláda tuto dobu prodloužila na dobu neurčitou. Lidé se Evitě klaněli, omdlévali a hladili ji. V obavě o poškození jejího těla bylo po 13 dnech rozhodnuto o pohřbení. Smutečního průvodu se účastnilo na 2 milióny lidí. Téměř na všech balkónech byly rodiny, které házely na rakev květiny. Mnozí volali po svatořečení Evity a papež dostal dokonce dvě žádosti.
Po několika přesunech těla je dnes Evita pochována v hrobce rodiny Duarte v La Recoleta v Buenos Aires.

## Umělecká předloha
Eva Perónová je známa také díky muzikálu Evita Andrewa Lloyda Webbera a Tima Rice, který byl v roce 1996 pod stejným názvem zfilmován se zpěvačkou Madonnou v hlavní roli.